# Coprosma longifolia
Coprosma longifolia är en måreväxtart som beskrevs av Asa Gray. Coprosma longifolia ingår i släktet Coprosma och familjen måreväxter. Inga underarter finns listade i Catalogue of Life.